# Storröjningsmoran
Storröjningsmoran este o arie protejată (arie specială de conservare — SAC, sit de importanță comunitară — SCI) din Suedia întinsă pe o suprafață de 50,1 ha, integral pe uscat.

## Localizare
Centrul sitului Storröjningsmoran este situat la coordonatele 61°08′15″N 17°02′27″E / 61.1375°N 17.0408°E.

## Înființare
Situl Storröjningsmoran a fost declarat sit de importanță comunitară în decembrie 1998 pentru a proteja 1 specie de plante. Situl a fost protejat și ca arie specială de conservare în martie 2011.

## Biodiversitate
Situată în ecoregiunea boreală, aria protejată conține 2 habitate naturale: Taiga vestică, Păduri fino-scandinave bogate în ierburi cu Picea abies.
La baza desemnării sitului se află o specie protejată de  plante: Cinna latifolia.